# Creu de Ricó
La Creu de Ricó és una creu de terme de Sant Llorenç Savall (Vallès Occidental) situada a l'encreuament de camins dit de la creu de Ricó, entre el poble i la Vall d'Horta, on hi havia hagut una antiga creu de terme.
És una creu de ferro amb les bandes reforçades, instal·lada sobre un pedestal de pedra del país. En una de les cares de la base hi ha la inscripció "Any de la fe 1968". La creu és, a més, un lloc de referència local per trobar-se en una cruïlla de camins.
En aquesta cruïlla de camins hi havia hagut una popular creu de terme de fusta, que fou destruïda l'any 1936. La creu actual fou inaugurada i beneïda el diumenge de Rams de 1968, per mossèn Llorenç Garriga, fill del poble. És obra del forjador Lluís Brossa, també llorençà. S'erigí en memòria de l'ermità Andreu Joan Ricó, qui durant la guerra de successió (1711- 1714) va fundar un oratori als Òbits de Sant Llorenç del Munt.